# Pamphilius vafer
Pamphilius vafer is een vliesvleugelig insect uit de familie van de spinselbladwespen (Pamphiliidae). De wetenschappelijke naam is gepubliceerd in 1767 door Linnaeus.